# Мічаковце
Мічаковце (словац. Mičakovce) — село в Словаччині, Свидницькому окрузі Пряшівського краю. Розташоване в північно-східній частині Словаччини в південній частині Низьких Бескидів в долині р. Топлі.
Уперше згадується у 1390 році.

## Населення
| Рік:            | 1993 | 2003    | 2013     | 2023     |
| --------------- | ---- | ------- | -------- | -------- |
| Кількість осіб: | 119  | 126     | 148      | 124      |
| Різниця:        |      | +5,88 % | +17,46 % | -16,21 % |

| Рік:            | 2022 | 2023    |
| --------------- | ---- | ------- |
| Кількість осіб: | 123  | 124     |
| Різниця:        |      | +0,81 % |

В селі проживає 149 осіб.
Національний склад населення (за даними останнього перепису населення — 2001 року):
- словаки — 99,24 %
- чехи — 0,76 %

Склад населення за приналежністю до релігії станом на 2001 рік:
- римо-католики — 47,73 %,
- протестанти — 52,27 %,